# Kasinaikanahalli, Madhugiri
Kasinaikanahalli là một làng thuộc tehsil Madhugiri, huyện Tumkur, bang Karnataka, Ấn Độ.